# Sanogasta
Sanogasta là một chi nhện trong họ Anyphaenidae.